# Martin Seligman
Martin Seligman (12 de agosto de 1942) é psicólogo estadunidense. Professor da Universidade da Pensilvânia, Psicólogo, Ex-Presidente da Associação Americana de Psicologia. Autor de contribuição significativa na área de Psicologia positiva.

## Psicologia positiva
Seligman desenvolveu, com Christopher Peterson, a contraparte 'positiva' do Manual de Diagnóstico e Estatística das Desordens Mentais (DSM). Em lugar de focar no que deu errado, Pontos fortes e Virtudes do Caráter olha para o que deu certo. Pesquisando entre várias culturas através dos milênios, extraíram uma lista de virtudes que têm sido altamente valorizadas desde a China e Índia antigas, em Grécia e Roma, e até as culturas ocidentais modernas. Sua lista inclui seis virtudes do caráter: sabedoria/conhecimento, coragem, humanidade, justiça, temperança e transcendência. Cada uma delas tem de três a cinco subdivisões; por exemplo, temperança inclui perdão, humildade, prudência e autorregulação. Não há, para os autores, uma hierarquia para as seis virtudes.

## Críticas
Os experimentos e a teoria do "Desamparo aprendido", que notabilizaram o psicólogo, foram amplamente criticados por sofrimento excessivo infligido a animais, especificamente a aplicação de choques elétricos em cães, a intervalos aleatórios, até que o animal atinja um estado de total impotência, tornando-se incapaz de agir para escapar dos choques mesmo quando é dado a ele a oportunidade para tal.

## Obras
- — (1975). Helplessness: On Depression, Development, and Death ISBN 978-0-7167-0752-3
- — (1991). Learned Optimism: How to Change Your Mind and Your Life ISBN 978-0-671-01911-2
- — (1993). What You Can Change and What You Can't: The Complete Guide to Successful Self-Improvement ISBN 978-0-679-41024-9
- — (1996). The Optimistic Child: Proven Program to Safeguard Children from Depression & Build Lifelong Resilience ISBN 978-0-09-183119-6
- — (2002). Authentic Happiness: Using the New Positive Psychology to Realize Your Potential for Lasting Fulfillment ISBN 978-0-7432-2297-6
- — (2004). Character Strengths and Virtues (com Christopher Peterson) ISBN 978-0-19-516701-6
- — (2011). Flourish: A Visionary New Understanding of Happiness and Well-being ISBN 978-1-4391-9075-3

### Artigo
- — (2004). "Can Happiness be Taught?" em Daedalus